# UFC 119
UFC 119: Mir vs. Cro Cop est un événement d'arts martiaux mixtes organisé par l'Ultimate Fighting Championship le 25 septembre 2010. Il s'est déroulé à la Conseco Fieldhouse, Indianapolis, Indiana, États-Unis. Ce fut la première fois qu'un événement UFC s'est tenu dans cette ville.

## Historique
Ce devait être la première fois depuis le Pride Critical Countdown Absolute le 1er juillet 2006, que les deux frères Nogueira se battent sur la même carte.
Une rencontre entre Joey Beltran et Matt Mitrione était tout d'abord prévu à l'UFC 117, mais une association de Mitrione s'étant cassé le pied pendant son combat contre Kimbo Slice et le fait que l'UFC 119 se tienne dans la ville natale de Mitrione, le combat a été déplacé à l'UFC 119.
Chris Lytle natif de Indianapolis est aussi supposé se battre à cet événement.
À la suite d'une blessure interrompant sa carrière pour une durée de quatre mois, Antonio Rodrigo Nogueira a été remplacé  par un autre combattant Mirko "Cro Cop" Filipovic.

## Résultats[4]

### Carte principale
- Heavyweight :  Mirko Filipovic vs.  Frank Mir

Mir gagne par KO au round 3
- Light Heavyweight:  Antônio Rogério Nogueira vs.  Ryan Bader

Bader gagne par décision unanime
- Welterweight :  Matt Serra vs.  Chris Lytle

Lytle gagne par décision unanime
- Lightweight :  Sean Sherk vs.  Evan Dunham

Sherk gagne par décision partagée
- Lightweight :  Melvin Guillard vs.  Jeremy Stephens

Guillard gagne par décision partagée

### Carte préliminaire (Spike TV)
- Middleweight bout:  C.B. Dollaway vs.  Joe Doerksen

Dollaway gagne par soumission au round 1
- Heavyweight bout:  Matt Mitrione vs.  Joey Beltran

Mitrione gagne par décision unanime

### Carte préliminaire
- Welterweight :  TJ Grant vs.  Julio Paulino

Mitrione gagne par décision unanime
- Heavyweight :  Mark Hunt vs.  Sean McCorkle

Grant gagne par kimura au round 1